# Franziska Ellmenreich

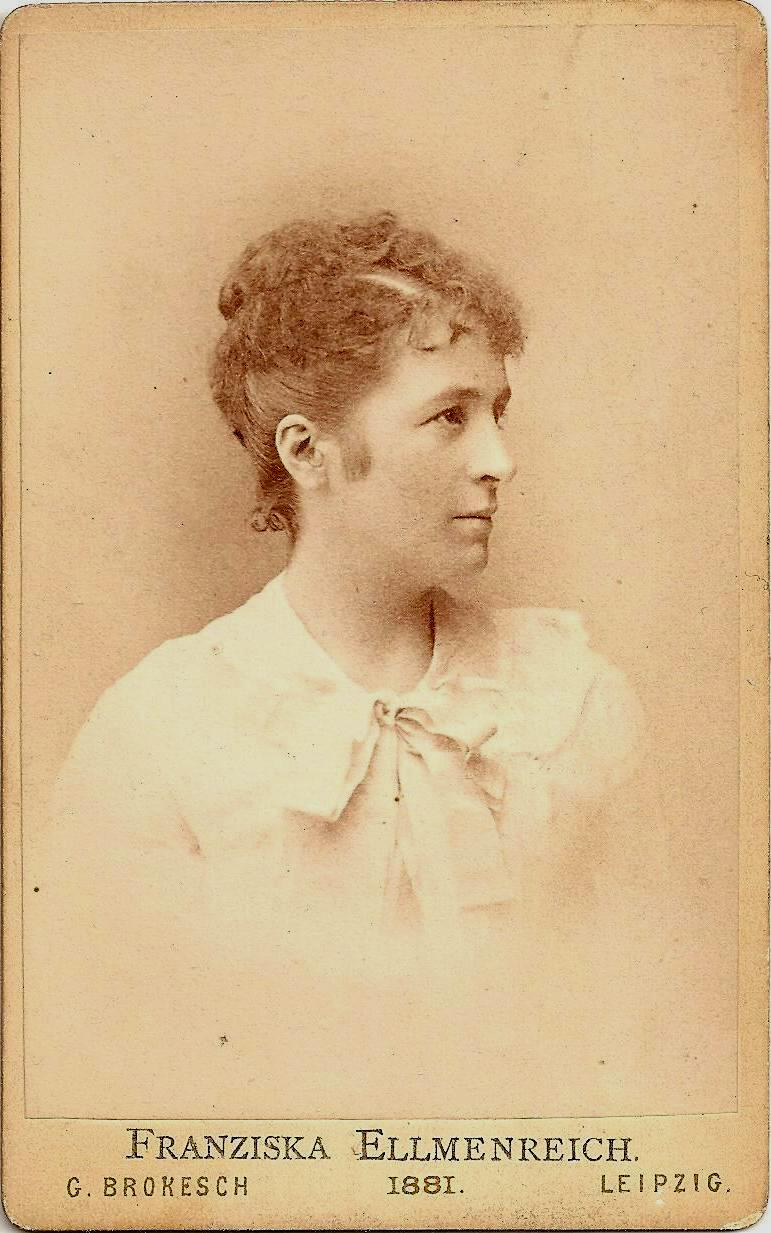
Franziska Ellmenreich, 1881 aufgenommen von Georg Brokesch

Franziska Ellmenreich (* 28. Januar 1847 in Schwerin; † 20. Oktober 1931 in Herrsching am Ammersee) war eine deutsche Schauspielerin.

## Herkunft und Familie
Ellmenreich stammte aus einer bekannten Schauspielerfamilie. Ihr Urgroßvater war der Sänger Christian Brandl († 1795). Ihr Großvater war der Schauspieler Johann Baptist Ellmenreich (1770–1816), ihre Großmutter die Schauspielerin Friederike Ellmenreich geb. Brandl. Ihr Vater war der Sänger, Komponist und Theaterdirektor Albert Ellmenreich (1816–1905).
Sie heiratete den Dramatiker Richard Freiherr von Fuchs-Nordhoff (1855–1897), mit dem sie den
Sohn Felix Freiherr von Fuchs-Nordhoff (1881–1945) hatte, der Kunstmaler war. Ihre Schwiegertochter war die Kunstmalerin Irene Marie Lührsen (1883–1968), bekannt geworden als Irene von Fuchs-Nordhoff. Ihr Enkel war der Maler und Bühnenbildner Florenz Freiherr von Fuchs-Nordhoff (1914–1987).

## Leben

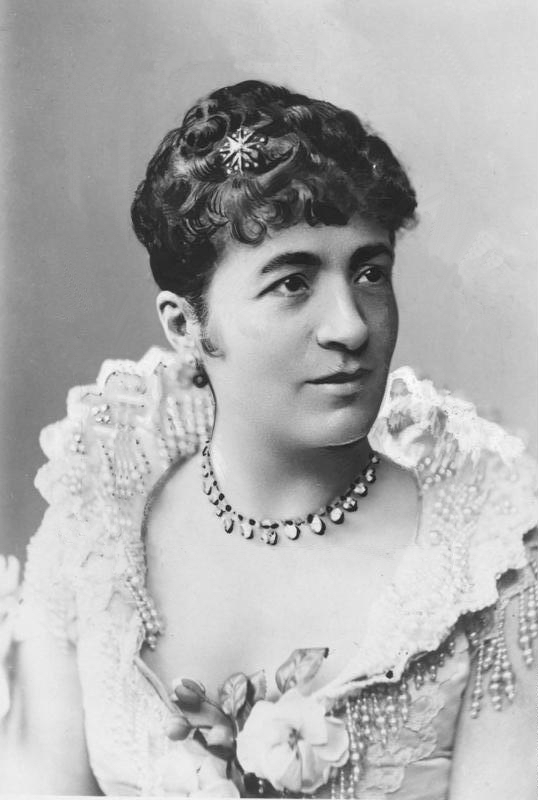
Franziska Ellmenreich, um 1870

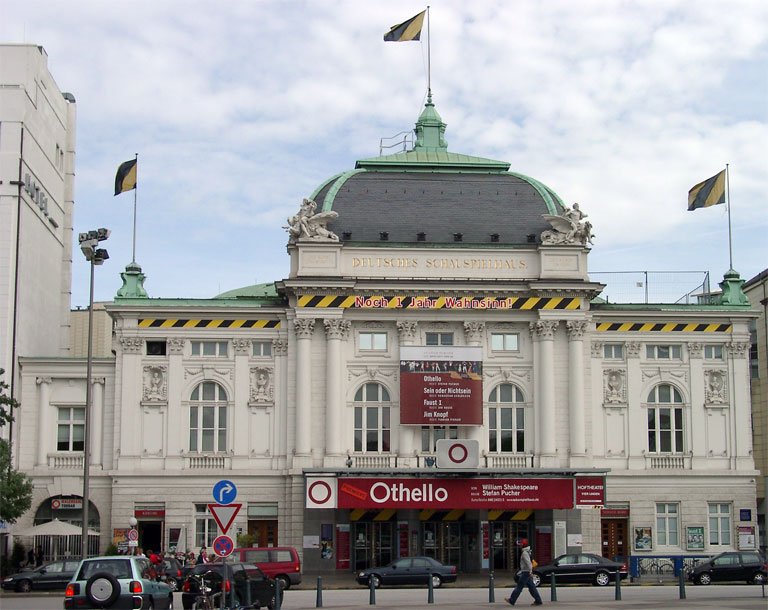
Deutsches Schauspielhaus

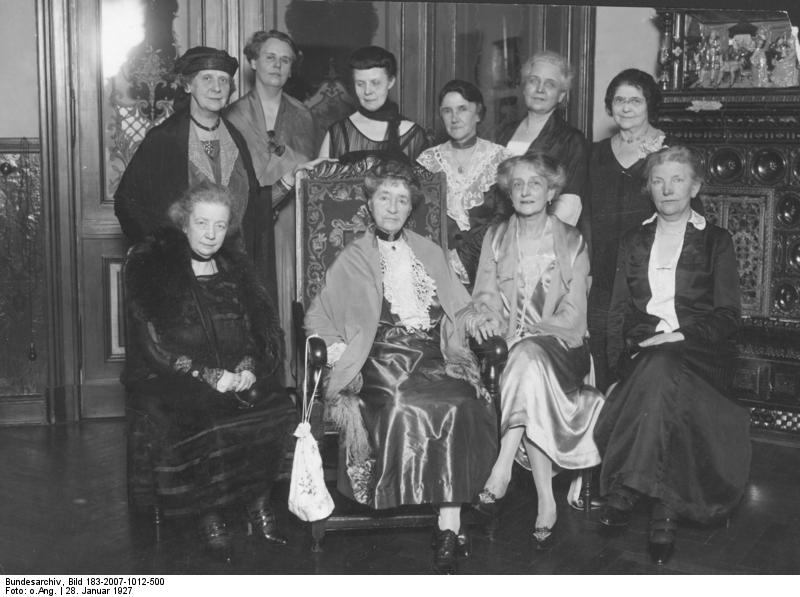
Franziska Ellmenreichs 80. Geburtstag (Die Jubilarin sitzt im Sessel)

Ellmenreich hatte ihr Debüt 1862 in Meiningen. Nach Zwischenstationen in Mainz und Kassel war sie 1865–1875 in Hannover tätig. 1869 gab sie am Burgtheater in Wien ein Gastspiel. Es folgten neben weiteren Engagements in Leipzig, Hamburg, Dresden und 1880 in München Gastspiele in Amerika und 1883 in London. Nach Zwischenstation am Berliner Hoftheater war sie von 1887 bis 1892 am Hamburger Stadttheater engagiert. Es folgten 1893 Wien und 1894 Hamburg. Von 1899 bis 1901 trat sie am Berliner Hoftheater auf.
1901 war Ellmenreich Mitbegründerin des Deutschen Schauspielhauses in Hamburg. Schauspielerisch aktiv war sie dort von 1901 bis 1912. Im Anschluss wurde sie zum Ehrenmitglied ernannt. 1915 gab Ellmenreich ihre Abschiedsvorstellung am Berliner Hoftheater.
Ihre Grabstätte befindet sich auf dem Friedhof in Herrsching am Ammersee.

## Bedeutung
Ellmenreich gilt als die letzte Heroine des deutschen Theaters.

## Ehrungen
Seit 1948 ist eine Straße in Hamburg nach ihr benannt; sie liegt im Bezirk Mitte, im Stadtteil St. Georg am Deutschen Schauspielhaus.